# François Piazzoli
François Paul Armand Piazzoli (* 21. September 1886 in Paris; † 24. Oktober 1960 ebenda) war ein französischer Autorennfahrer.

## Karriere
François Piazzoli bestritt in seiner Karriere einmal das 24-Stunden-Rennen von Le Mans. Er war einer der Teilnehmer, die 1923 beim ersten Le-Mans-Rennen der Motorsportgeschichte am Start waren. Gemeinsam mit André Marandet fuhr er einen Werks- S.A.R.A. ATS. Nach einem Unfall schied er aus dem Rennen aus.

## Statistik

### Le-Mans-Ergebnisse
| Jahr | Team     | Fahrzeug     | Teamkollege    | Platzierung | Ausfallgrund |
| ---- | -------- | ------------ | -------------- | ----------- | ------------ |
| 1923 | S.A.R.A. | S.A.R.A. ATS | André Marandet | Ausfall     | Unfall       |